# 默基特希臘禮天主教墨西哥城天堂之母教區
默基特希臘禮天主教墨西哥城天堂之母教區（拉丁語：Eparchia Dominae Nostrae Paradisi in Civitate Mexicana Graecorum Melkitarum）是墨西哥一個東儀天主教教區（默基特希臘禮），直屬宗主教。
教區於1988年2月27日成立，2004年有教友4,000人。教區有四名司鐸，唯一的堂區（天堂之門堂區）位於墨西哥城。教區主教之位自1994年起出缺，現任宗座署理為若瑟·卡瓦姆。